# Ahualulco de Mercado
Ahualulco de Mercado é um município do estado de Jalisco, no México. Em 2005, o município possuía um total de 21,465 habitantes.